# Lomnice (district de Brno-Campagne)
Pour les articles homonymes, voir Lomnice.
Lomnice (en allemand : Lomnitz) est un bourg (městys) du district de Brno-Campagne, dans la région de Moravie-du-Sud, en République tchèque. Sa population s'élevait à 1 457 habitants en 2020.

## Géographie
Lomnice se trouve à 7 km au nord du centre de Tišnov, à 28 km au nord-ouest de Brno et à 161 km au sud-est de Prague.
La commune est limitée par Ochoz u Tišnova et Synalov au nord, par Strhaře au nord-est, par Rašov et Šerkovice à l'est, par Lomnička au sud, par Štěpánovice au sud-ouest, et par Borač à l'ouest.

## Histoire
La première mention écrite de la localité date de 1281.

## Patrimoine

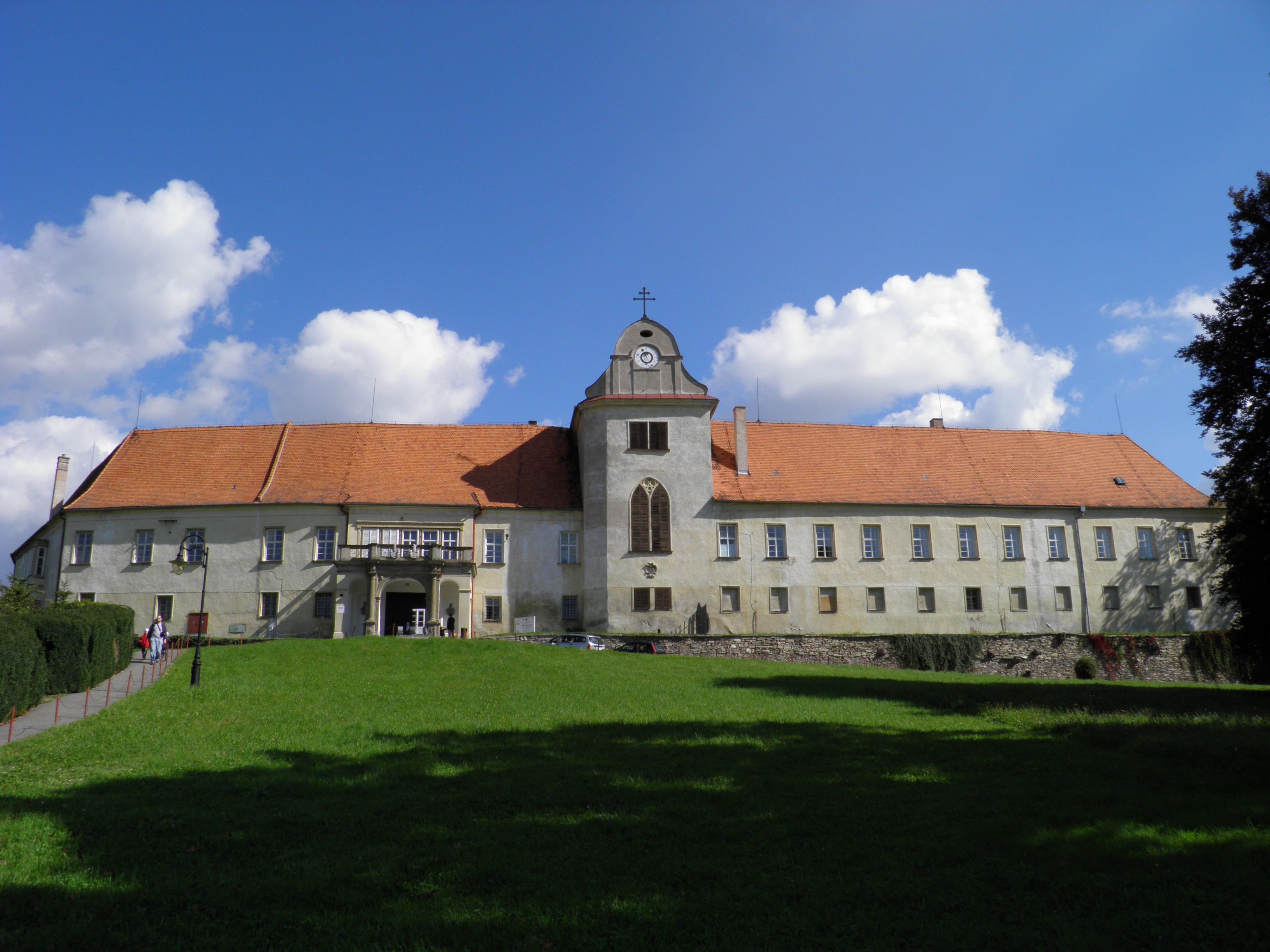
Château de Lomnice.
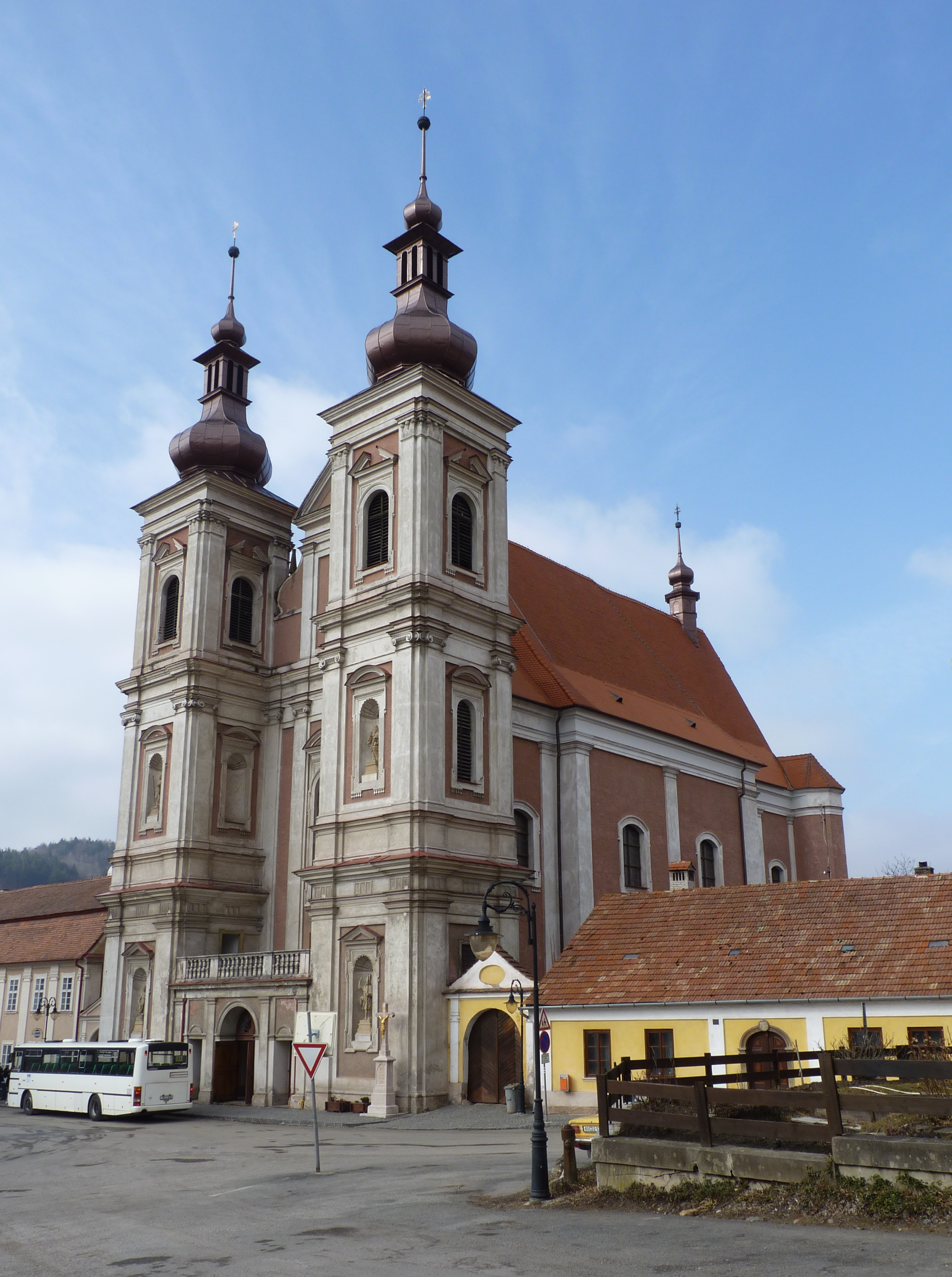
Église de la Visitation.
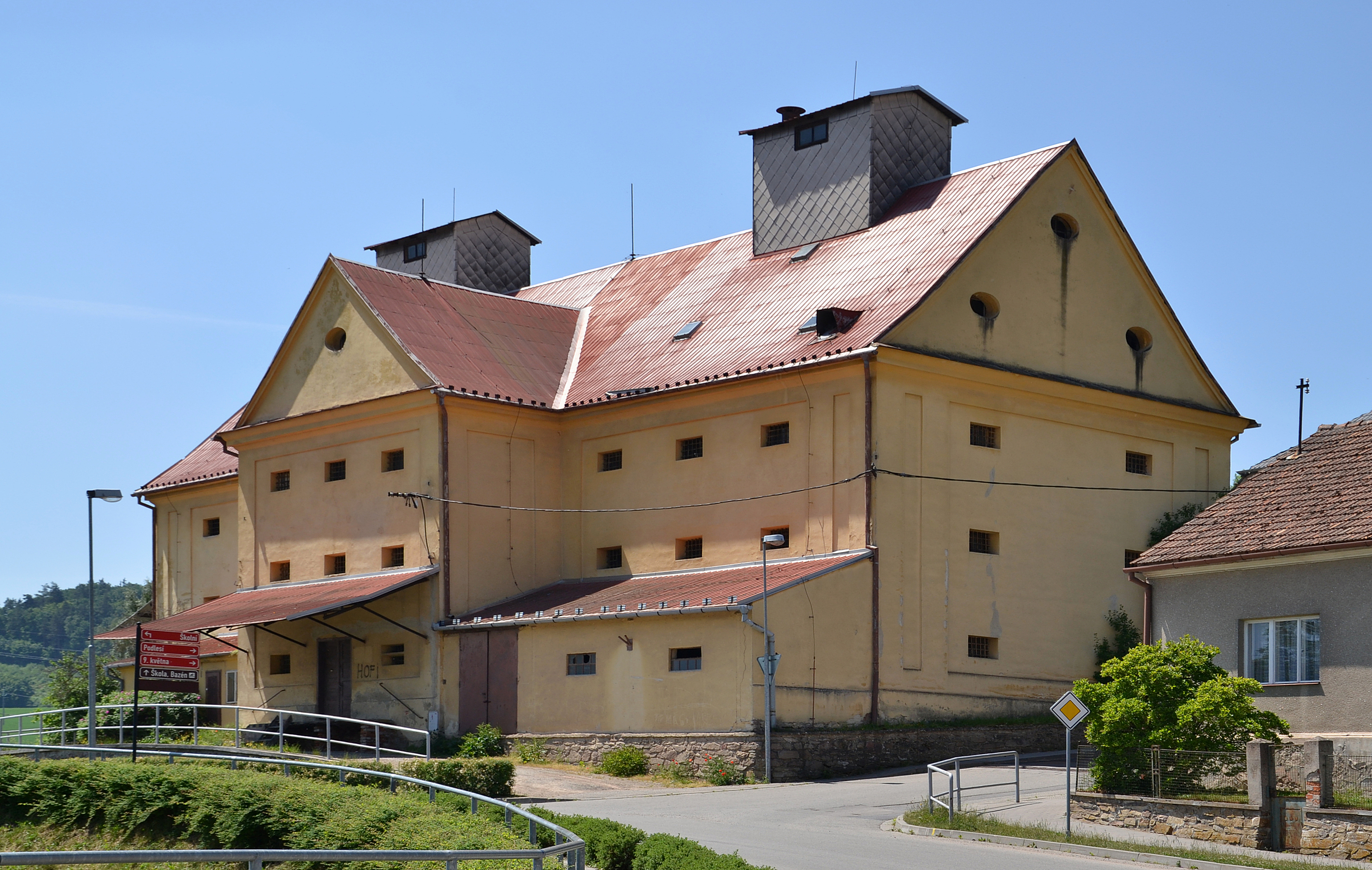
Grenier à Lomnice.

## Administration
La commune se compose de quatre quartiers :
- Lomnice
- Brusná
- Řepka
- Veselí